# Leucocarbo chalconotus
Leucocarbo chalconotus е вид птица от семейство Phalacrocoracidae. Видът е световно застрашен, със статут Уязвим.

## Разпространение
Видът е разпространен в Нова Зеландия.